# Буськ (ґміна)
Ґміна Буськ (пол. Gmina Busk) — колишня (1934—1939) сільська ґміна Кам'янко-Струмилівського повіту Тернопільського воєводства Польської Республіки (1918—1939). Центром ґміни було місто Буськ, яке не входило до її складу.
1 серпня 1934 року було створено ґміну Буськ у Кам'янко-Струмилівському повіті. До неї увійшли сільські громади: Гумниська, Яблунівка, Купче, Ланерівка, Побужани, Ракобовти, Вербляни, Журатин.
У 1940 році ґміна ліквідована через утворення Буського району.